# Jake Marryatt
Jake Marryatt, né le 14 octobre 1996 à Christchurch, est un coureur cycliste néo-zélandais.

## Biographie
Au mois de mars 2018, il est sacré champion d'Océanie du contre-la-montre chez les moins de 23 ans.

## Palmarès
- 2015
  - 1rea (contre-la-montre) et 3e étapes des Points Series
- 2016
  - 2e étape du Tour de Canterbury (contre-la-montre)
  - Geoff Inwood Cup
  - 2e étape des Points Series
- 2017
  - Classement général des Calder Stewart Series
  - Points Series :
    - Classement général
    - 1rea, 2e et 3e étapes

  - 3e du championnat de Nouvelle-Zélande du contre-la-montre espoirs
  - 3e du championnat de Nouvelle-Zélande sur route espoirs
- 2018
  -  Champion d'Océanie du contre-la-montre espoirs
  - 1rea étape des Points Series (contre-la-montre)
  - 2e du championnat de Nouvelle-Zélande du contre-la-montre espoirs

## Classements mondiaux
| Année                                 | 2018 | 2019  | 2020  | 2021  |
| ------------------------------------- | ---- | ----- | ----- | ----- |
| Classement mondial                    | 981e | 1795e | 2061e | 2718e |
| UCI Oceania Tour                      | 18e  | 86e   | 100e  | 90e   |
|                                       |      |       |       |       |
| Légende : nc = non classéSource : UCI |      |       |       |       |